# Syngonium llanoense
Syngonium llanoense är en kallaväxtart som beskrevs av Thomas Bernard Croat. Syngonium llanoense ingår i släktet Syngonium och familjen kallaväxter. Inga underarter finns listade.